# Philippe G. Ciarlet
Philippe G. Ciarlet (Paris, 14 de outubro de 1938) é um matemático francês.
É reconhecido por seu trabalho em análise matemática do método dos elementos finitos aplicado à teoria da elasticidade. Também é reconhecido por trabalhos sobre equações diferenciais e geometria diferencial.
Após graduar-se pela École Polytechnique e École Nationale des Ponts et Chaussées, em Paris, obteve o doutorado na Case Western Reserve University de Cleveland, em 1966, com a tese Variational Methods for Non-Linear Boundary-Value Problems, sob orientação de Richard Steven Varga.
De volta a Paris, pós-doutorou-se sob supervisão de Jacques-Louis Lions.
De 1974 a 2002 foi professor na Universidade Pierre e Marie Curie, em Paris. Atualmente é professor no departamento de matemática da Universidade da cidade de Hong Kong.
Foi condecorado com o Prémio Poncelet 1981, grande prêmio (Prix Jaffé) da Academia de Ciências da França, em 1989, academia da qual é membro desde 1999, ano em que foi condecorado com a Legião de Honra. Também é membro da Academia de Tecnologia da França.
Dentre outras, é membro honorário da Academia Romena.